# Válka o Agacher
Válka o Agacher,
známá také pod názvem vánoční válka, byl ozbrojený spor mezi Mali a Burkinou Faso (Horní Voltou) na konci roku 1985 o příhraniční území Agacher - nepříliš rozsáhlý region na severovýchodní společné hranici. Vzhledem k tomu, že oblast nemá žádnou strategickou hodnotu a jen hypotetickou hodnotu ekonomickou (jsou zde naleziště manganu, jeho těžba je však v současnosti nerentabilní), šlo spíše o prestižní spor.

## Předcházející události
Už v listopadu 1974 se začaly obě strany navzájem obviňovat z porušování společné hranice a poté propukly první ozbrojené srážky. Spor byl urovnán roku 1975 na konferenci v tožském Lomé, v níž se obě strany zavázaly řešit spor mírovou cestou.
V roce 1983 proběhl v Horní Voltě vojenský převrat a moci se chopil radikální kapitán Thomas Sankara, který se ozbrojených výpadů v roce 1974 osobně zúčastnil a mírovou dohodu vnímal jako národní potupu. Při vedení země zvolil vyhraněný nacionální kurz a z jeho iniciativy byla země přejmenována na Burkinu Faso (Země spravedlivých).
Napětí mezi zeměmi postupně narůstalo - také proto, že Mali diskrétně podporovalo protisankarovskou opozici. V roce 1985 Sankara na veřejném setkání v Ouagadougou prohlásil, že "burkinafaská revoluce je k dispozici maliskému lidu, který ji potřebuje, pokud tedy nechce být na věky zaostalý"

## Průběh bojů

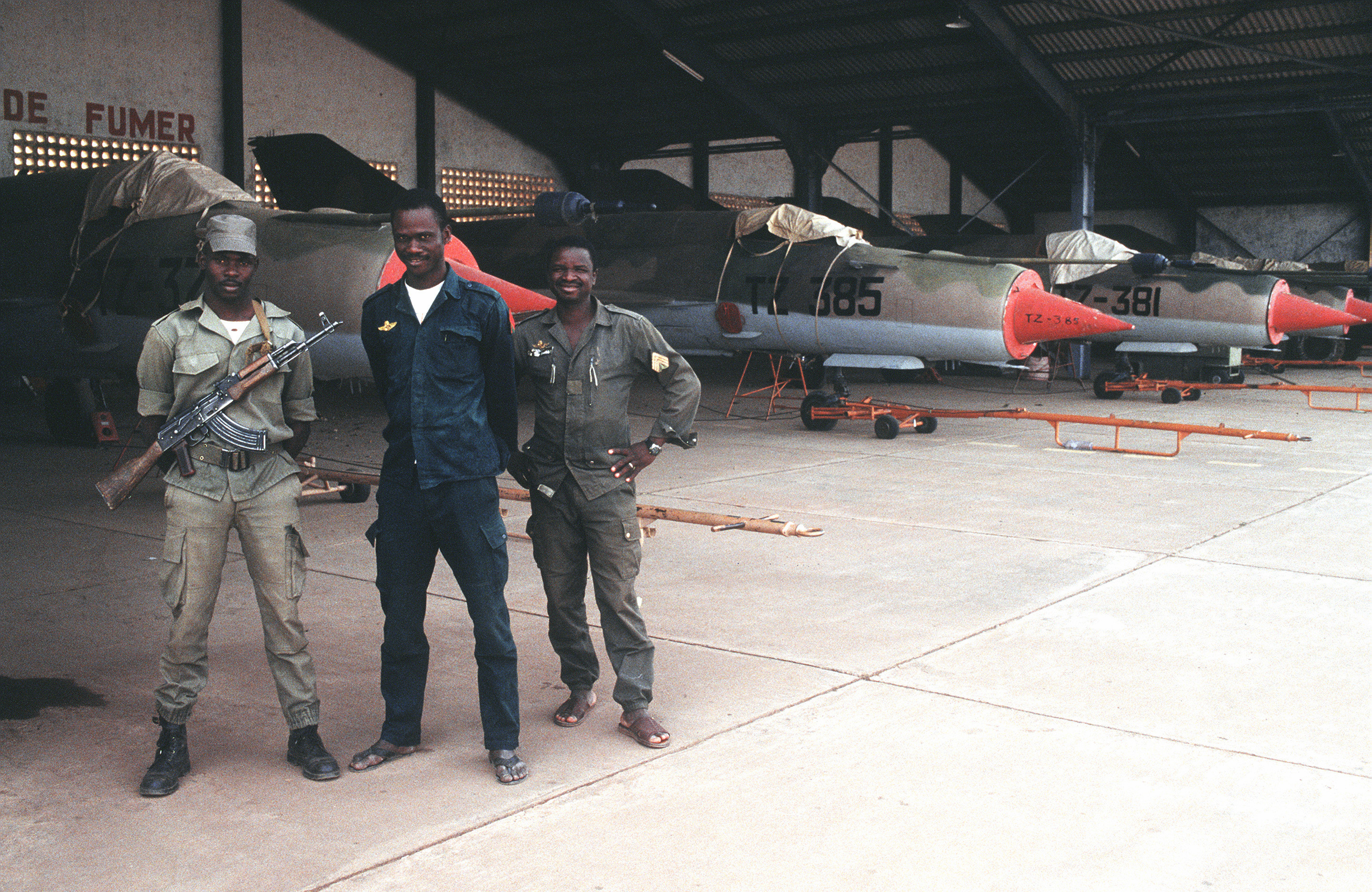
Migy Maliské armády

První válečné srážky v Agacheru začaly 14. prosince 1985, kdy úřady Burkiny Faso uspořádaly ve sporné zóně sčítání lidu. Polovojenské jednotky překročily hranici a obsadily čtyři vesnice na maliské straně.
Konflikt, kdy obě strany letecky bombardovaly území protivníka, trval šest dní, od 25. do 31. prosince 1985. Zahynulo při něm přes 150 lidí a ukázala se převaha maliské armády. Maliské letectvo vzbudilo kontroverze svým bombardováním tržiště ve městě Ouahigouya.

### Ukončení konfliktu
Znepřátelené strany se poté rozhodly vyřešit spor u Mezinárodního soudního tribunálu v Haagu, který Agacher rozdělil na dvě stejné poloviny. Vyměřování hranice začalo v roce 1990, definitivně vyměřena byla až v květnu 2004.
Válka umožnila prezidentu Mali Traorému odvést pozornost od vnitřních problémů země a provést další čistky v armádě.